# دوري كرة القدم السلوفيني الدرجة الثانية 2012–13
دوري كرة القدم السلوفيني الدرجة الثانية 2012–13 هو موسم من دوري كرة القدم السلوفيني الدرجة الثانية ‏. فاز فيه NK Zavrč ‏.